# Dicranomyia melanogramma
Dicranomyia melanogramma är en tvåvingeart som beskrevs av Edwards 1923. Dicranomyia melanogramma ingår i släktet Dicranomyia och familjen småharkrankar. Inga underarter finns listade i Catalogue of Life.